# گیلسونایت

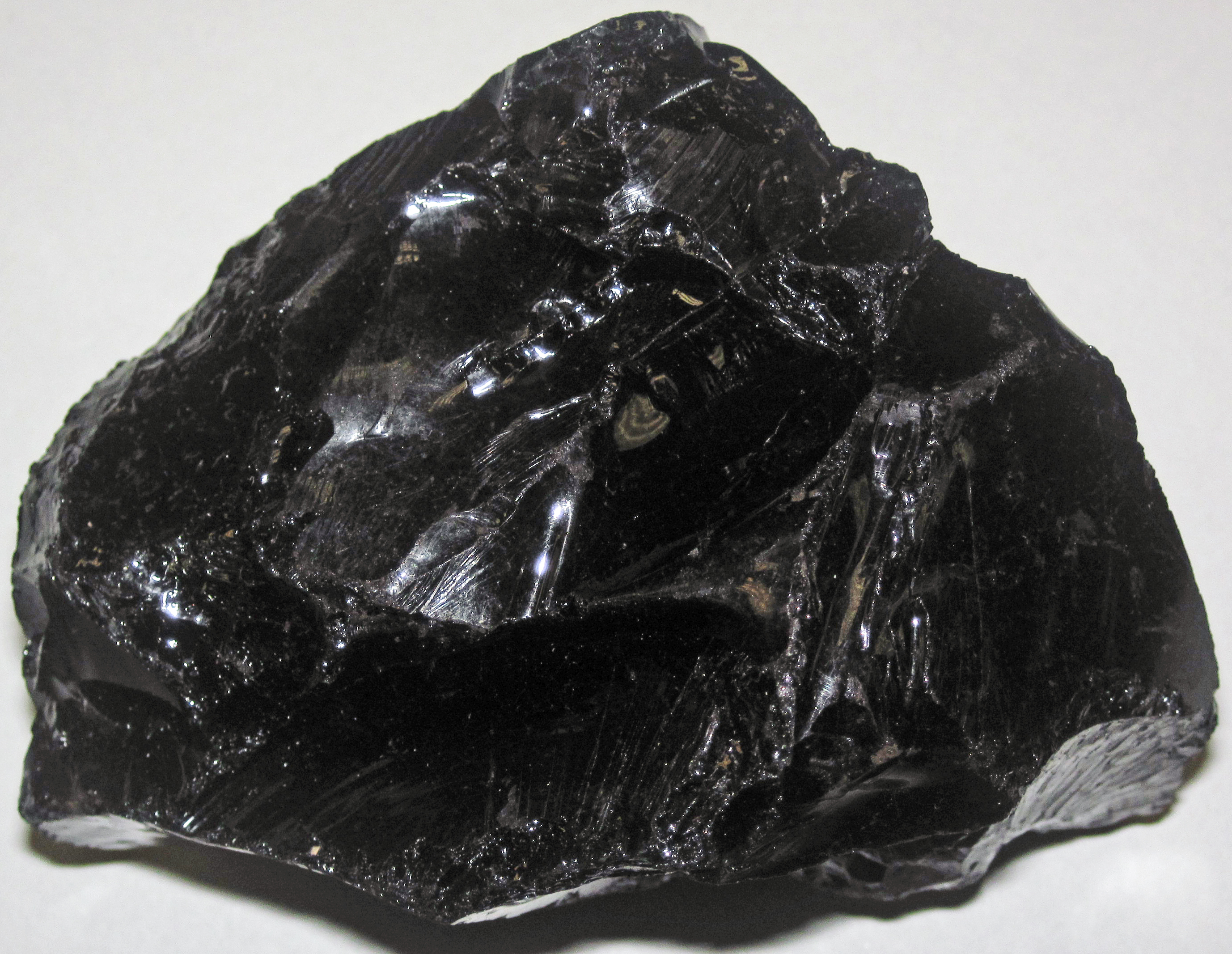
گیلسونایت

گیلسونایت (انگلیسی: Gilsonite) یا قیر معدنی یک هیدروکربن جامد و گونه‌ای آسفالت است، که اغلب در معادن قیر طبیعی یافت می‌شود و در واقع نفت خام سخت شده‌است. گیلسونایت در معادن زیرزمینی به صورت ماده‌ای سیاه و سخت، با سطحی براق یافت می‌گردد. با توجه به شکنندگی این ماده، کاربرد آن اغلب به صورت پودر است، که رنگ قهوه‌ای تیره تا سیاه دارد.
ماده معدنی که امروزه به نام گیلسونایت شناخته می‌شود، نخستین بار در اوایل دهه ۱۸۶۰ کشف شد، اما تا سال ۱۸۸۰ که ساموئل اچ. گیلسون آن را به عنوان ماده پوششی ضدآب، برای الوار، عایق کابل و روغن حلال استفاده کرد، به‌خوبی شناخته نشده بود. امروزه این ماده کاربردهای فراوانی دارد و در ارتقاء کیفیت قیر، جوهر و پودر چاپگرها، سیمان و گل حفاری چاه‌های نفت، بهینه‌سازی آسفالت و افزودنی ماسه ریخته‌گری مورد استفاده قرار می‌گیرد.

## تفاوت گیلسونایت و آسفالت
گیلسونایت با آسفالت کمی متفاوت است که این تفاوت ناشی از مزیت های آن است که در زیر به آن اشاره شده:
- دارا بودن سطح بالایی از آسفالتین
- دارا بودن سطح بالایی از نیتروژن
- درصد خلوص و سازگاری بالا
- حلالیت بالا در حلال های آلی[۱]

## کاربرد گیلسونایت

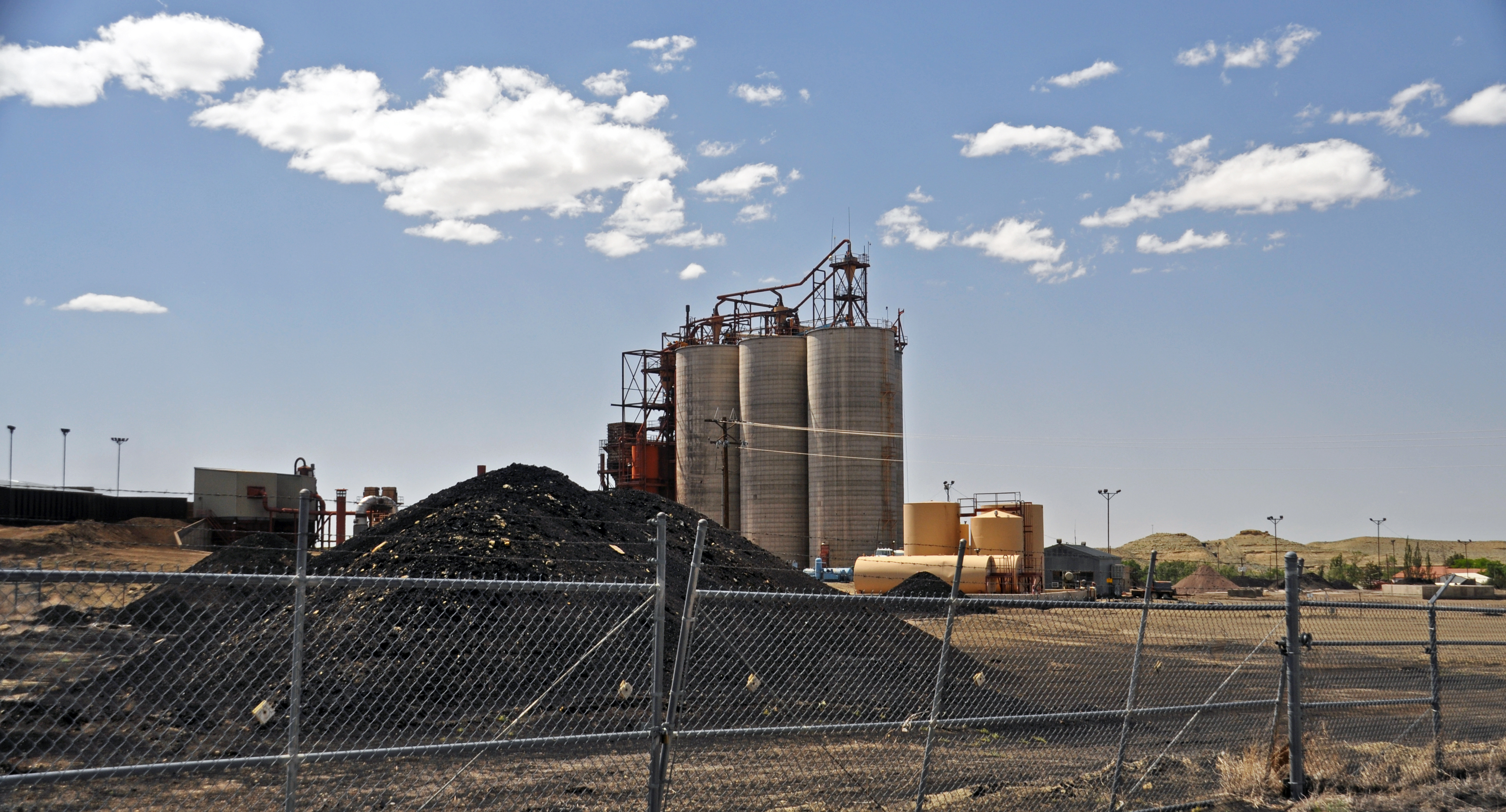
معادن گیلسونایت

مقدار خاکستر موجود در گیلسونایت تعیین  کننده کاربرد آن است. دو نوع گیلسونایت شامل گیلسونایت با خاکستر کمتر از ۵ درصد و گیلسونایت با خاکستر ۱۵ در وجود دارد.
گیلسونایت با خاکستر ۱۵ درصد در صنایع رنگ و رزین و ... کاربرد های فراوانی دارد. از گیلسونایت با خاکستر کمتر از ۵ درصد نیز در تولید آند آلومینیوم، سیالات حفاری، صنعت فولاد و ریخته گری شن و ماسه استفاده میشود.

## نگار خانه

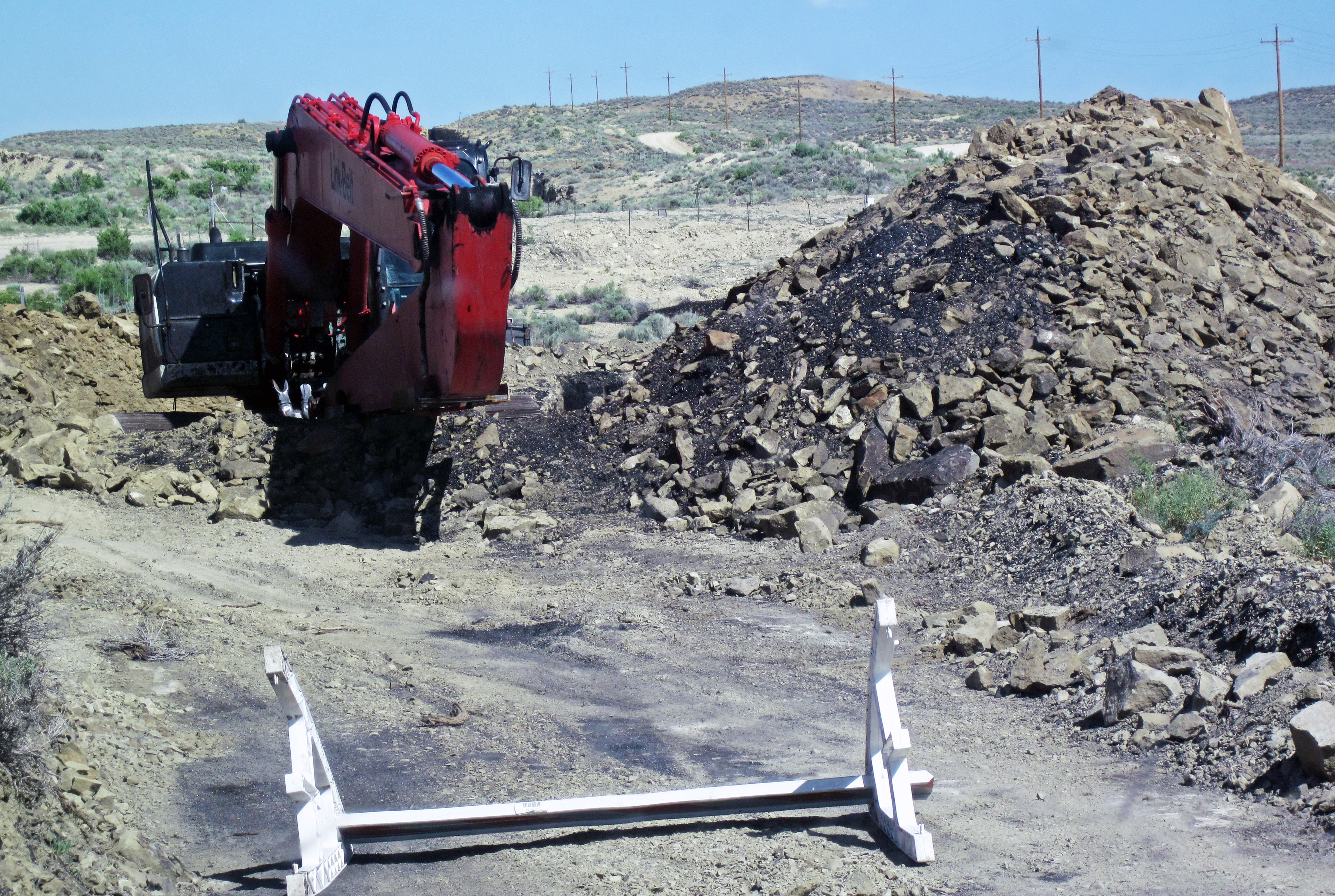
معادن گیلسونایت